# African-American Film Critics Association Awards 2013
Na 11. ročníku udílení  African-American Film Critics Association Awards se předaly ceny v těchto kategoriích. 

## Vítězové

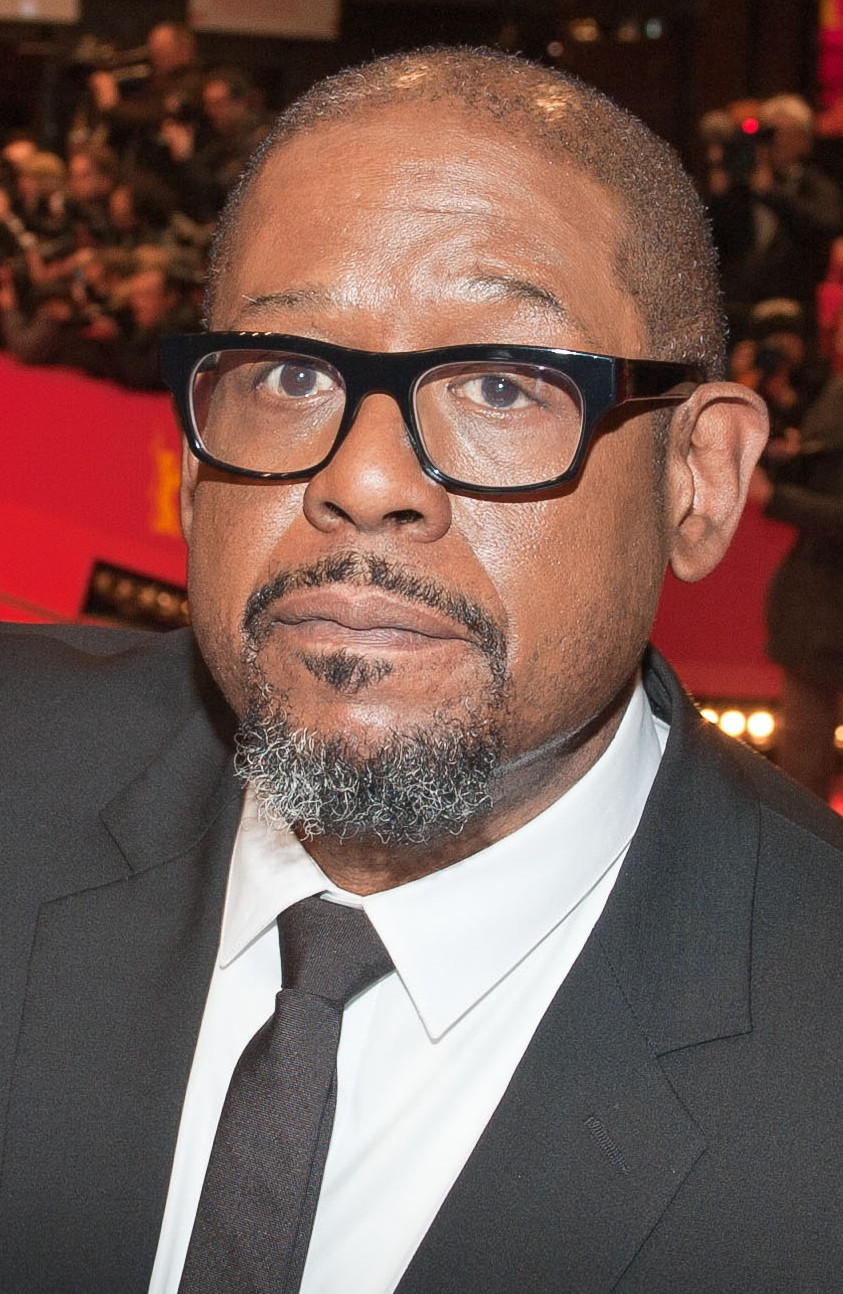
Forest Whitaker, vítěz v kategorii nejlepší mužský herecký výkon v hlavní roli

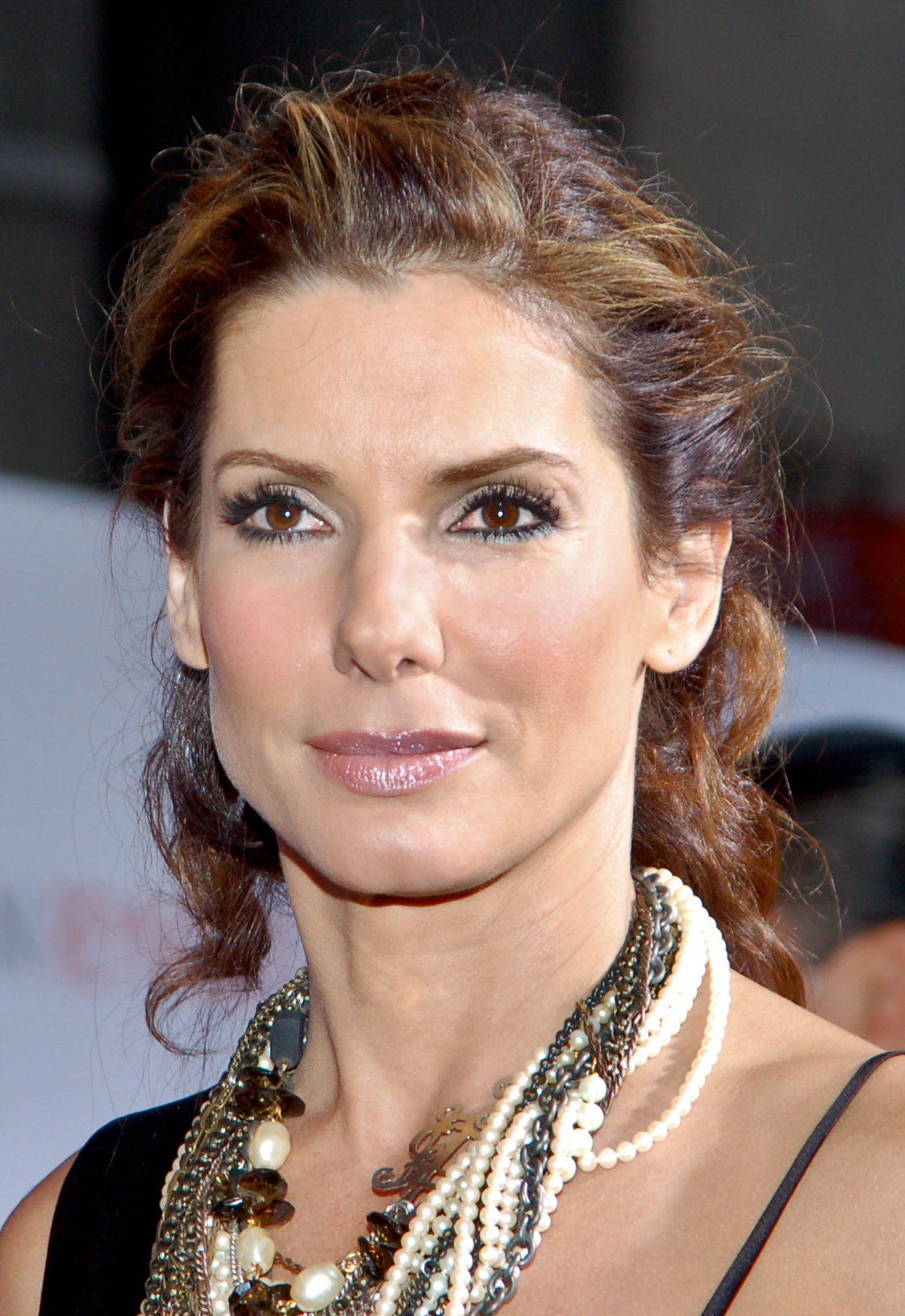
Sandra Bullock, vítězka v kategorii nejlepší ženský herecký výkon v hlavní roli

### Žebříček nejlepších deseti filmů
1. 12 let v řetězech
2. Komorník
3. Mandela: Dlouhá cesta ke svobodě
4. Špinavý trik
5. Gravitace
6. Frutivale
7. Klub poslední naděje
8. Saving Mr. Banks
9. Pryč od pece
10. 42

### Další kategorie
- Nejlepší herec: Forest Whitaker – Komorník
- Nejlepší herečka: Sandra Bullock – Gravitace
- Nejlepší režisér: Steve McQueen – 12 let v řetězech
- Nejlepší film: 12 let v řetězech
- Nejlepší scénář: John Ridley – 12 let v řetězech
- Nejlepší herec ve vedlejší roli: Jared Leto – Klub poslední naděje
- Nejlepší herečka ve vedlejší roli: Oprah Winfreyová – Komorník
- Objev roku: Lupita Nyong'o – 12 let v řetězech
- Nejlepší nezávislý film: Frutivale
- Nejlepší animovaný film: Ledové království
- Nejlepší cizojazyčný film: Georgova matka
- Nejlepší hudba: Raphael Saadiq – Vánoce v Harlemu
- Speciální ocenění: Cheryl Boone Isaacs, Paris Barclay, Bob Weinstein, Harvey Weinstein, Zola Mashariki